# 哈通科查湖 (阿通科利亞區)
15°39′25″S 70°11′57″W / 15.65694°S 70.19917°W
哈通科查湖（Hatunqucha），是秘魯的湖泊，位於該國東南部普諾大區，由普諾省的阿通科利亞區負責管轄，該湖泊處於烏馬約湖以北地區。